# Улица Феруза
Улица Феруза (узб. Feruza ko'chasi, Феруза кучаси) — улица в Ташкенте. Расположена в северо-восточной части столицы. По этой улице проходили трамвайные пути (13), автобусные линии (5, 14, 17, 19, 36, 49, 110), маршрутные линии (12, 28), также улица является важнейшей частью Мирзо-Улугбекского района. Старое имя этой улицы — улица Кадырова. На этой улице находится Институт Акушерства и Гинекологии, а также бывший кинотеатр Феруза.